# 6484 Barthibbs
A 6484 Barthibbs (ideiglenes jelöléssel 1990 FT1) a Naprendszer kisbolygóövében található aszteroida. Eleanor F. Helin fedezte fel 1990. március 23-án.